# Sonja Bleiweis Ivančič
Sonja Bleiweis-Ivančič, slovenska sopranistka in pedagoginja, * 31. julij 1913, Gorica, † 21. marec 1999, Ljubljana.
Petje je študirala na ljubljanskem konservatoriju pri M. Hubadu in J. Foedransperg. Čeprav je nastopala le krateko obdobje, je na domačem odru oblikovala nekaj pomembnih vlog. Izstopata predvsem njeni vlogi Lucie v Donizettijevem Lucia di Lammermoor in Rozine v Rossinijevem Seviljskem brivcu. Po kratki pevski karieri se je posvetila pedagoškemu delu in na Zavodu za glasbeno in baletno izobraževanje v Ljubljani (sedaj Konservatorij za glasbo in balet Ljubljana) vzgojila vrsto slovenskih pevcev.
V zakonu z Mironom Bleiweisom pl. Trsteniškim se ji je rodil sin Jan.